# Tomopleura thola
Tomopleura thola é uma espécie de gastrópode do gênero Tomopleura, pertencente a família Borsoniidae.